# لخضر عجالی
لخضر عجالی (انگلیسی: Lakhdar Adjali؛ زادهٔ ۱۸ ژوئیهٔ ۱۹۷۲) بازیکن فوتبال اهل الجزایر بود.
از باشگاه‌هایی که در آن بازی کرده‌است می‌توان به باشگاه فوتبال نصر حسین دای، باشگاه ورزشی الریان، باشگاه فوتبال آمیان، باشگاه فوتبال برنتفورد، و باشگاه فوتبال سیون اشاره کرد.
وی همچنین در تیم‌های ملی فوتبال زیر ۲۳ سال الجزایر و الجزایر بازی کرده‌است.